# Blick auf Toledo
Blick auf Toledo (spanisch: Vista de Toledo; auch: Ansicht von Toledo oder Gewitter über Toledo) ist ein Gemälde des Malers El Greco. Der Maler schuf das Landschaftsgemälde in den späten 1590er-Jahren, wahrscheinlich von 1597 bis 1599. Es ist in Öl auf Leinwand ausgeführt und 121,3 Zentimeter hoch und 108,6 Zentimeter breit. Das Bild gehört zu den wenigen Landschaftsgemälden, die El Greco schuf. In seinem Spätwerk beschäftigte er sich mit seiner Heimatstadt und nahm auch solche Landschaftselemente in andere Bilder auf. Heute befindet sich das Gemälde im Metropolitan Museum of Art in New York City.

## Beschreibung
Das Bild zeigt die spanische Stadt Toledo unter einem düsteren Gewitterhimmel auf einer mit Wiesen und Bäumen bewachsenen Anhöhe. Im Bildvordergrund ist die Brücke über den Fluss Tajo zu sehen. El Greco nahm auf die bedeutende Geschichte der Stadt und die zu dieser Zeit erfolgten städtebaulichen Neuerungen Bezug. Er malte eine Sicht auf den östlichen Teil der Stadt mit dem Palast, der Alcántara-Brücke, der Burg von San Servando und dem nach rechts versetzten Glockenturm der Kathedrale. Damit steigerte er den Anstieg des Stadtberges in dramatischer Weise. Er ließ zudem die Stadtmauer weg und veränderte im Bild den Flusslauf im Vordergrund. Das am höchsten gelegene Gebäude auf der rechten Seite ist der Alcázar, das Gebäude unter ihm mit dem Arkadengeschoss als Abschluss entspricht keinem realen Gebäude in Toledo. Es wurde als symbolischer Verweis auf die vielen Stadtpaläste reicher Bürger gedeutet.

## Provenienz
Der Blick auf Toledo blieb bis zu seinem Tod im Besitz El Grecos. Danach ging es mit dem Nachlass in Besitz seines Sohnes Jorge Manuel über. Mindestens bis 1621 verblieb das Gemälde dort. Wann das Bild veräußert wurde, ist nicht nachvollziehbar. Der nächste Besitzer war Pedro Salazar de Mendoza in Toledo, in dessen Besitz sich das Bild 1629 befand. Es wurde in der Folge an Pedro Laso de la Vega veräußert. Es verblieb in der Folge in der Familie und wurde von Pedro Laso de la Vega nach Madrid verbracht, wo es 1639 in einem Inventar nachweisbar ist. Das Gemälde befand sich anschließend im Oñate-Palast in Madrid in der Sammlung der Condessa de Añover y Castañeda. Der Zeitpunkt, zu dem der Blick auf Toledo in diese Sammlung gelangte, ist unbekannt. Über den Agenten Ricardo de Madrazo gelangte das Gemälde 1907 in den Bestand der Kunsthandlung Durand-Ruel in Paris, die es 1909 für 70.000 Franc an die New Yorker Sammlerin Louisine W. Havemeyer veräußerte. Bei ihrem Tod 1929 kam das Bild als Stiftung in das Metropolitan Museum of Art.